# Pleokroizam
Pleokroizam (polikroizam, višebojnost) je optički fenomen koji nastaje prilikom dvoloma svjetlosti na obojenim kristalima ili draguljima, kada se svjetlost odbija u dva smjera koja su međusobno polarizirana pod kutom od 90°. Kako se razdvojena svjetlost kreće različitim smjerovima kroz kristal te različitim brzinama, to može rezultirati različitom selektivnom apsorpcijom, pa pri njihovom izlasku iz kristala vidimo ih u različitim bojama, uzrokujući tako i to da nam se i sam kristal čini drugačije obojen.
Ako dragulji (kristali) pokazuju dvije boje ili nijanse, pojavu nazivamo dikroizam, tri boje čine trikroizam, itd. Dragulji se ponekad bruse tako da im se ili istakne pleokroizam, ili pak da se sakrije, ovisno o bojama koje se kod koje vrste mijenjaju te o njihovoj atraktivnosti.
Pleokroizam je iznimno koristan u mineralogiji pri identificiranju minerala, s obzirom na to da minerali, koji su inače vrlo slični, obično imau vrlo različita pleokroička svojstva. U takvim slučajevima, tanki izbrusak minerala stavlja se pod mikroskop i kroz njega se propušta svjetlost.